# ريكي هيرون
ريكي هيرون (بالإنجليزية: Ricky Herron)‏ هو لاعب كرة قدم جامايكي في مركز الدفاع، ولد في 16 يونيو 1986 في جامايكا. لعب مع York Region Shooters ‏.